# Boulton y Watt
Boulton and Watt fue una de las primeras empresas británicas de ingeniería en el negocio del diseño y fabricación de máquinas de vapor marinas y estacionarias. Fundada en 1775 en los alrededores de Birmingham como una asociación entre el fabricante inglés Matthew Boulton y el ingeniero escocés James Watt, la empresa tuvo un papel importante en la Revolución Industrial y se convirtió en un importante productor de máquinas de vapor en el siglo XIX. 

## Asociación

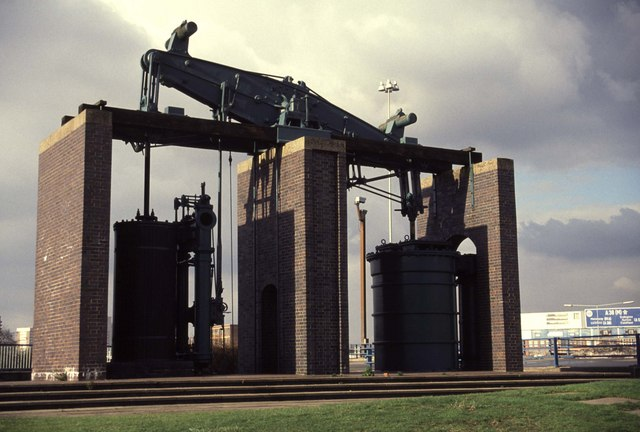
Un motor de soplado Boulton & Watt re-erigido en la rotonda de Dartmouth Circus, en la A38 (M) en Birmingham, Reino Unido. Fue construido en 1817 y utilizado en Netherton, en la fundición de MW Grazebrook.
(Ubicación:)

La asociación se formó en 1775 para explotar la patente de Watt de una máquina de vapor con un condensador separado. Esta mejora permitía un uso mucho más eficiente del combustible que el antiguo motor Newcomen. Inicialmente, el negocio tuvo su sede en la fábrica Soho, cerca de la casa Soho de Boulton, en el extremo sur de la entonces parroquia rural de Handsworth. Sin embargo, la mayoría de los componentes de sus motores fueron fabricados por otros, como por ejemplo los cilindros mecanizados por John Wilkinson . 
En 1795, comenzaron a fabricar máquinas de vapor en su fundición Soho en Smethwick, cerca de Birmingham, Inglaterra. La asociación se pasó a dos de sus hijos en 1800. William Murdoch se convirtió en socio de la firma en 1810, donde permaneció hasta su jubilación 20 años después, a la edad de 76 años. La firma duró más de 120 años, aunque cambió su nombre a "James Watt & Co." en 1849, y todavía fabricaba máquinas de vapor en 1895, cuando se vendió a W & T Avery Ltd.

## Cultivando el talento
El negocio fue un semillero para el desarrollo del talento emergente en ingeniería. Entre los técnicos que se emplearon allí en el siglo XVIII figuran James Law, Peter Ewart, William Brunton, Isaac Perrins, William Murdoch y John Southern.

## Archivo

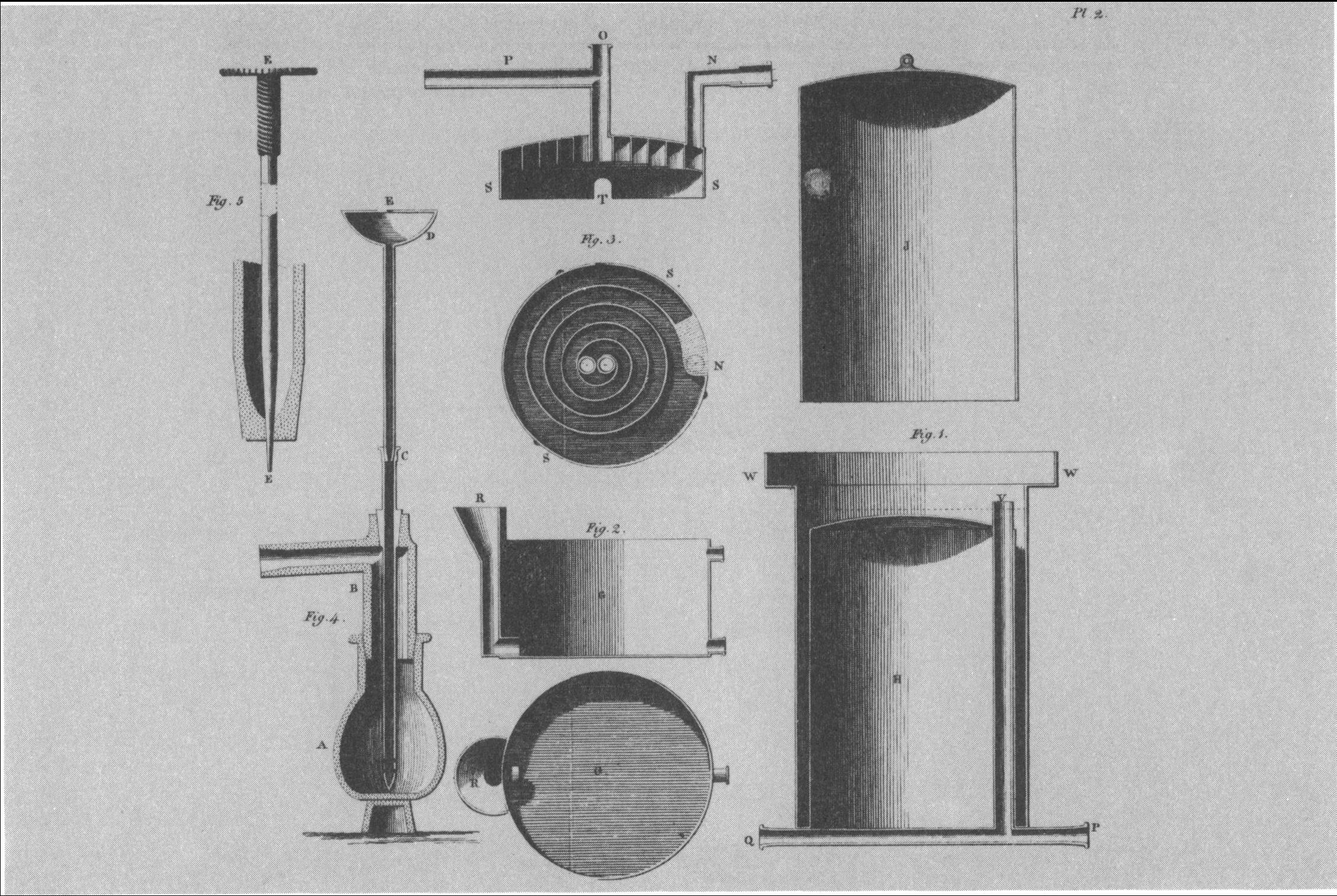
Aparato científico diseñado por Boulton y Watt en preparación de la Institución Neumática en Bristol

La empresa dejó un archivo extremadamente detallado de sus actividades, que se entregó a la ciudad de Birmingham en 1911 y se conserva en la Biblioteca de Birmingham. Desde entonces, la biblioteca ha obtenido varios otros archivos relacionados con este material. 
Un archivo adicional fue donado a la colección Boulton and Watt en 2015, y consiste en la importante investigación realizada por el Dr. John Richardson (número de acceso 2015/049). El archivo incluye: Una copia de su tesis doctoral completa presentada a la Universidad de Reading en 1989. La tesis original sigue siendo propiedad de la Universidad de Reading. El archivo contiene: carpetas con texto y diferentes variedades de dibujos del examen detallado de la gran cantidad de contratos de ingeniería. Incluyen dibujos utilizados en el desarrollo de nuevas ideas, dibujos detallados de piezas, dibujos de ensamblaje, dibujos utilizados en instrucciones y funciones y dibujos de "prestigio" a menudo producidos a todo color para proporcionar a los clientes vistas realistas de ensamblajes y motores terminados. Carpetas que contienen notas escritas a mano detalladas en todas las carteras examinadas. Esta información incluye el número de cartera, las fechas de los dibujos y los comentarios sobre las técnicas utilizadas. En su caso, los registros hacen referencia cruzada con cartas, libros y otra literatura relacionada de la firma de Boulton y Watt. Una selección de DVD que contiene todo el texto y los muchos dibujos estudiados también se incluyen en el archivo. 
La investigación se refiere principalmente a la contribución de la firma de Boulton y Watt al dibujo técnico utilizado en el diseño y la fabricación, además de trabajos realizados por otros arquitectos, artistas, ingenieros y diseñadores. 
El archivo también incluye información sobre un proyecto realizado en 1984, El Proyecto Australiano. En 1984 surgió una oportunidad para evaluar el uso de los planos de Boulton & Watt realizados doscientos años antes cuando se le pidió al Dr. Richardson que ayudara al Museo de Artes y Ciencias Aplicadas de Nueva Gales del Sur, Australia, que planeaba restaurar y erigir un motor Boulton y Watt. En el curso de la restauración, el motor se desmontó por completo y el trabajo reveló que el cilindro, el engranaje de la válvula, el condensador y la bomba de aire se habían modificado al menos una vez desde el diseño original. Informes de Australia confirmaron que el motor fue erigido en el Power House Museum, Ultimo, Nueva Gales del Sur. Este motor fue diseñado y construido originalmente para Samuel Whitbread en 1784 y la cartera de trabajos (B & W 4) contiene cuarenta y cuatro dibujos relacionados con él . Se hicieron y enviaron copias de los diferentes tipos de dibujos; que proporcionaron toda la información necesaria para volver a armar y montar el motor. (Dra. Louise Crossley 1984) 

## Motores operativos preservados
- Motor Smethwick, museo de ciencias Thinktank, Birmingham, fabricado en 1779.
- Motor Whitbread, Powerhouse Museum, Sídney, fabricado en 1785, con un diámetro de 25 pulgadas (0,64 m) y una carrera de 72 pulgadas (1,83 m).
- Estación de bombeo Crofton, fabricado en 1812, con 42,25 pulgadas (1,07 m) de diámetro y 84 pulgadas (2,13 m) de carrera.
- Museo del Vapor de Kew Bridge, fabricado en 1820, con 64 pulgadas (1,62 m) de diámetro y 96 pulgadas (2,44 m) de carrera.[3]
- Estación de Bombeo de Papplewick, dos motores, fabricados en 1884, 46 pulgadas (1,17 m) de diámetro y 90 pulgadas (2,29 m) de carrera. Se cree que son los últimos motores fabricados por la empresa.[4]

## Lecturas relacionadas
- Hills, Richard L. (2002). James Watt: His Time in Scotland (1736-1774). Landmark Publishing. ISBN 1-84306-045-0.